# Cefisodor (pintor)
Cefisodor (grec antic: Κηφισόδωρος, llatí: Cephisodorus) fou un pintor de l'antiga Grècia que esmenta Plini el Vell juntament amb Aglaofont i Evènor, el pare de Parrasi, i els situa cap a la 90a Olimpíada, és a dir, cap a l'any 420 aC.